# Interesado (Derecho administrativo)
El interesado del procedimiento administrativo o el Administrado es todo sujeto de derecho público o privado, persona física o jurídica que se encuentra en una relación de subordinación frente a la Administración.

## Concepto
Art. 4Ley 39/2015*, de Régimen Jurídico y Procedimiento Administrativo común.
Quienes promuevan el procedimiento como titulares de un derecho subjetivo o interés legítimo individual o colectivo. los que sin haber iniciado el procedimiento tenga derechos que puedan resultar afectados por las decisiones que se tome. Los que tenga interés legítimos, individuales colectivos que resulte afectados y se personen antes de que caiga la resolución. Y las organizaciones representativas de intereses económicos y sociales.
La actuación del interesado dependerá de su capacidad de obrar, ya que en función del grado de capacidad de obrar podrá realizar unas acciones o no.
Clases
- Simple. Que son los administrados que están sujetos en la relación con la Administración en el régimen general, el que tiene un tipo de relación frente a la administración normal.
- Cualificado. Son los que en su régimen de relación es específico y especial.

## Representación
Los interesados con capacidad de obrar podrán actuar por medio de representante. Cualquier persona puede actuar en representación de otro ante la Administración y deberá acreditar la representación para formular solicitudes, presentar recursos desistir acciones o renunciar, por cualquier medio que deje constancia fidedigna. 
La falta de acreditación no impide que se tenga por realiza, siempre que se subsane el defecto. 

## Derechos de los ciudadanos
- Derecho a conocer el estado de tramitación de los procedimientos en los que sean interesados y a obtener copia de los documentos contenidos en ellos.
- Identificar a la autoridad bajo cuya responsabilidad se tramita el procedimiento.
- Obtener copia sellada de los documentos que se aporta.
- presentar aleaciones en cualquier fase del procedimiento antes de la audiencia
- Obtener información de los requisitos jurídicos de las disposiciones vigentes.
- Acceso a los archivos y registro de acuerdo a la ley
- a ser tratado con respeto
- a exigir responsabilidad cuando corresponda legalmente
- a cualquier otro que reconozca la Constitución y las leyes.